# Lee So-hee
Lee So-hee (Hangul: 이소희) (n. 14 juny 1994) és una esportista sud-coreana que competeix en bàdminton en la categoria de dobles. Les seves sòcies actuals són Chang Ye-na en dobles femenins i Lee Yong-dae en dobles mixtos. Ara ocupa la posició #5 en dobles femení.